# Arachniodes grossa
Arachniodes grossa là một loài thực vật có mạch trong họ Dryopteridaceae. Loài này được (Tardieu & C. Chr.) Ching miêu tả khoa học đầu tiên năm 1962.